# Staré Labe u Lohenic
Staré Labe u Lohenic nazývané též Komora je název pro mrtvé rameno řeky Labe u obce Lohenice nalézající se asi 4 km východně od centra města Přelouč v okrese Pardubice. Jezero je využíváno jako rybářský revír Místní organizací Přelouč Českého rybářského svazu.

## Galerie

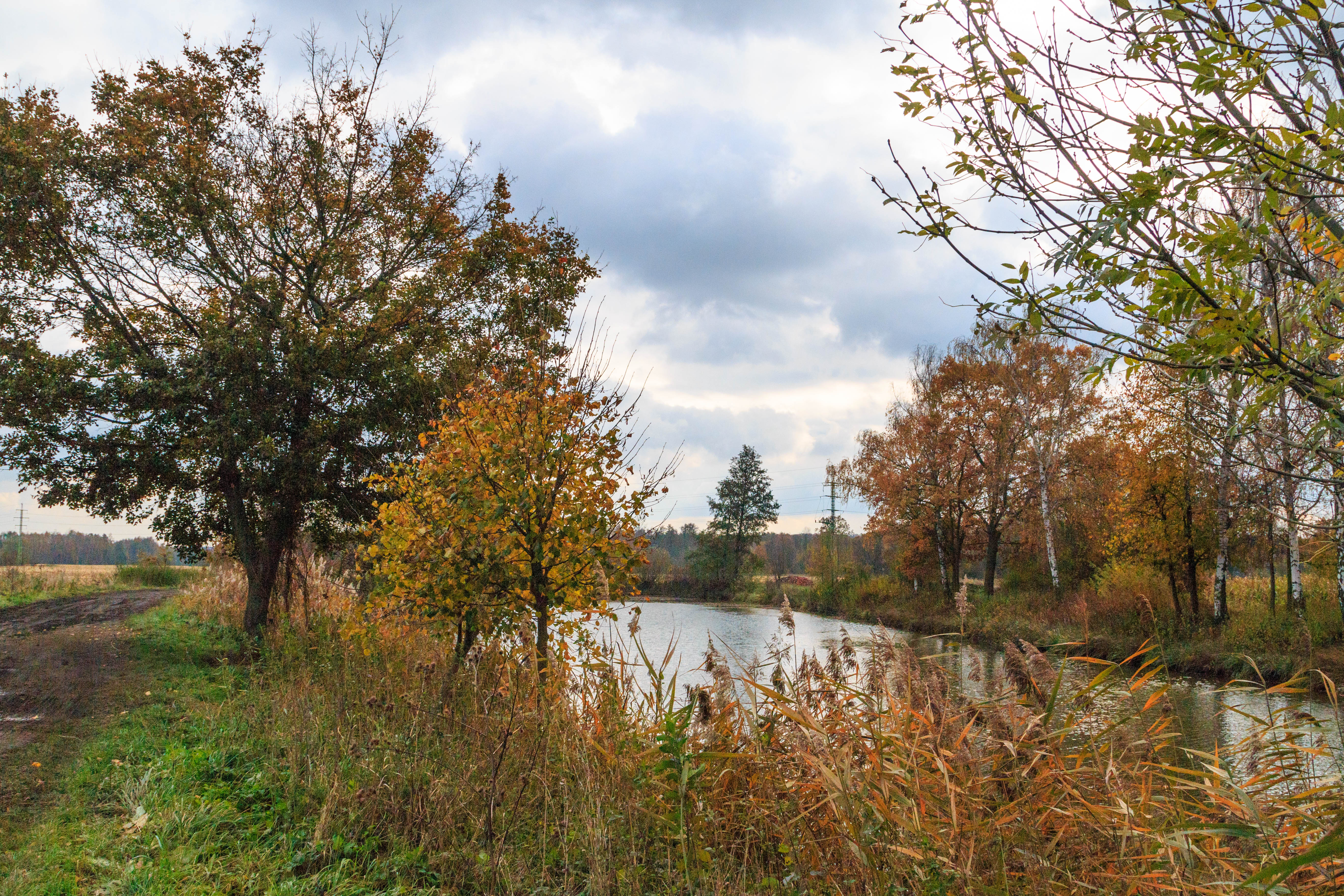
Staré Labe u Lohenic
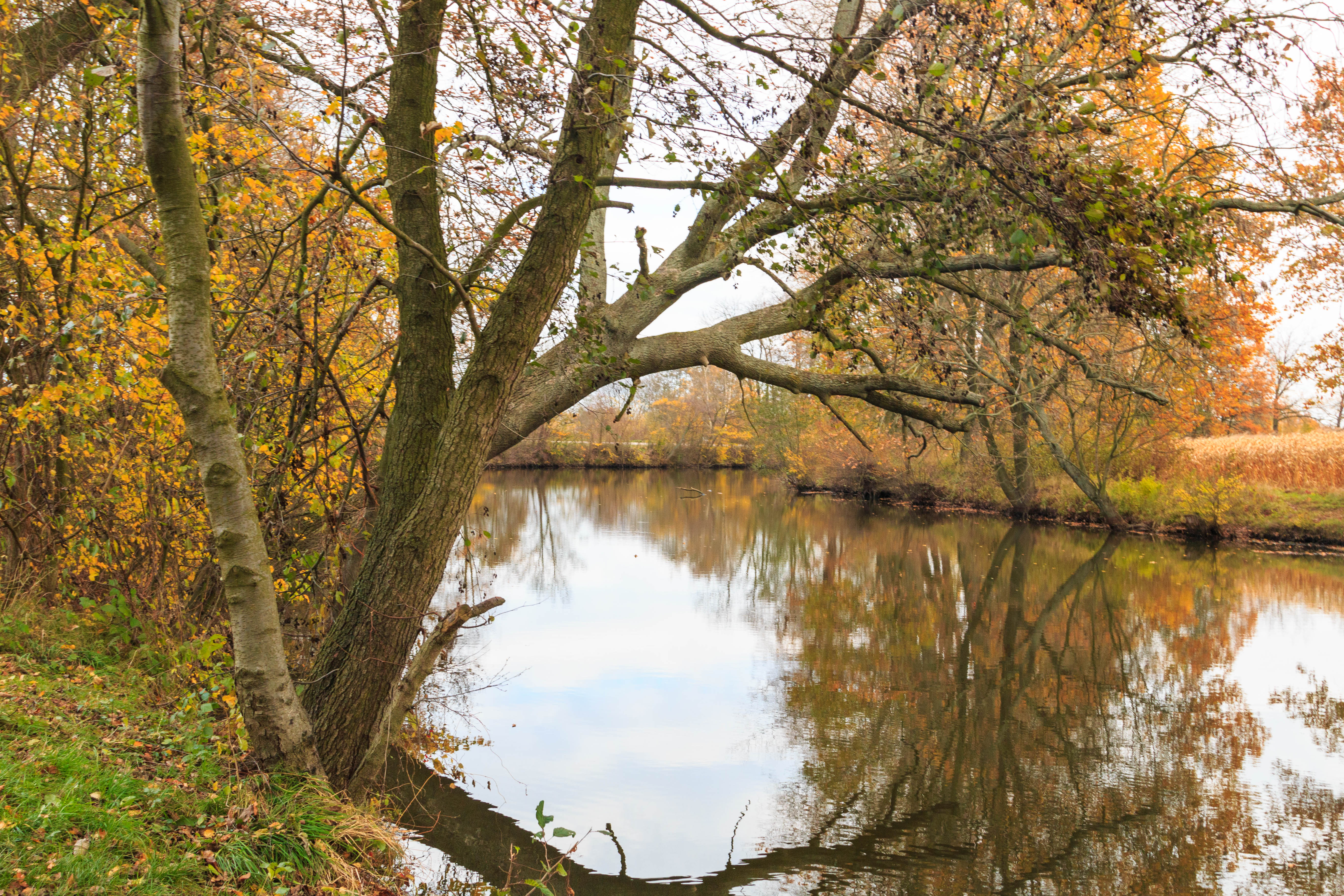
Staré Labe u Lohenic
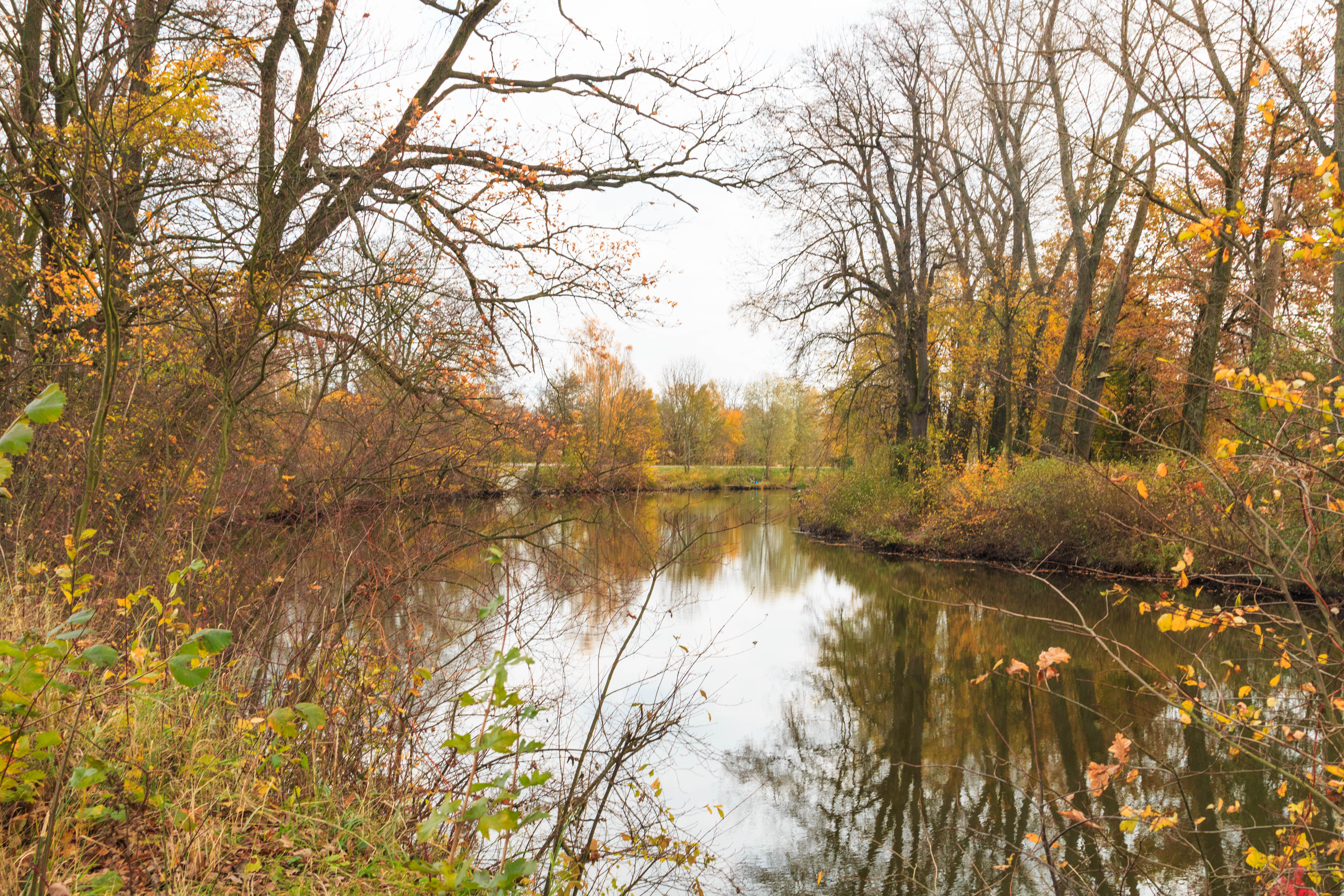
Staré Labe u Lohenic
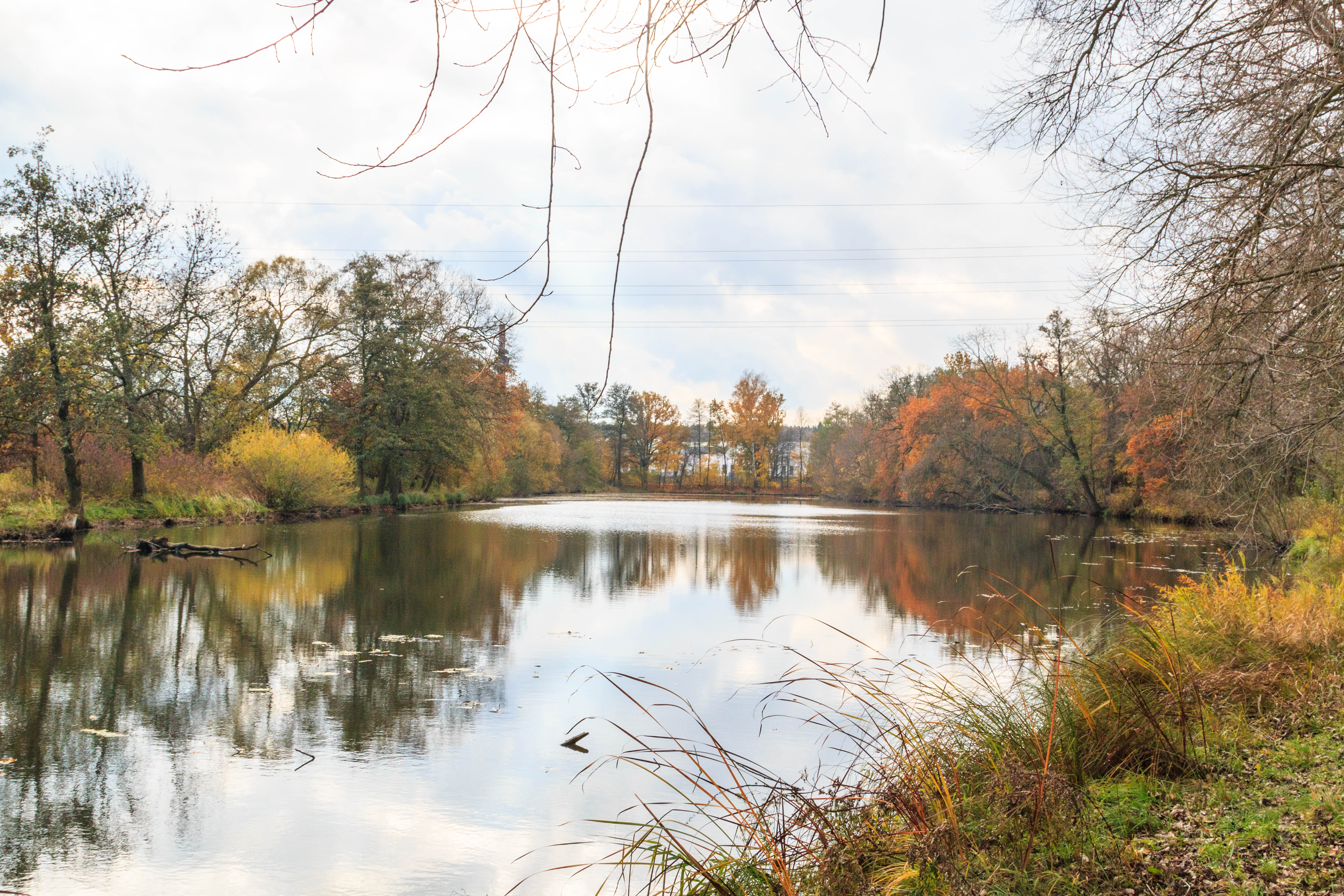
Staré Labe u Lohenic